# Municipio de St. Clair (Míchigan)
El municipio de St. Clair (en inglés: St. Clair Township) es un municipio ubicado en el condado de St. Clair en el estado estadounidense de Míchigan. En el año 2010 tenía una población de 6817 habitantes y una densidad poblacional de 67,21 personas por km².

## Geografía
El municipio de St. Clair se encuentra ubicado en las coordenadas 42°51′41″N 82°33′15″O / 42.86139, -82.55417. Según la Oficina del Censo de los Estados Unidos, el municipio tiene una superficie total de 101.43 km², de la cual 99,49 km² corresponden a tierra firme y (1,91 %) 1,94 km² es agua.

## Demografía
Según el censo de 2010, había 6817 personas residiendo en el municipio de St. Clair. La densidad de población era de 67,21 hab./km². De los 6817 habitantes, el municipio de St. Clair estaba compuesto por el 97,49 % blancos, el 0,19 % eran afroamericanos, el 0,43 % eran amerindios, el 0,75 % eran asiáticos, el 0,26 % eran de otras razas y el 0,88 % eran de una mezcla de razas. Del total de la población el 1,28 % eran hispanos o latinos de cualquier raza.